# Wesseling
Wesseling är en stad i Rhein-Erft-Kreis i Nordrhein-Westfalen, Tyskland. Staden ligger strax söder om Köln, vid floden Rhen. Rakt genom staden passerar motorvägen A555.